# اچ‌ام‌اس آمفیتریت (۱۷۷۸)
اچ‌ام‌اس آمفیتریت (۱۷۷۸) (به انگلیسی: HMS Amphitrite (1778)) یک کشتی بود که طول آن ۱۱۴ فوت ۳ اینچ (۳۴٫۸۲ متر) بود. این کشتی در سال ۱۷۷۸ ساخته شد.